# Férfi 110 méteres gátfutás a 2024. évi nyári olimpiai játékokon
A 2024. évi nyári olimpiai játékokon az atlétika férfi 110 méteres gátfutás versenyszámának futamait augusztus 4. és augusztus 8. között rendezték a párizsi Stade de France-ban. Az aranyérmet az amerikai Grant Holloway nyerte honfitársa Daniel Roberts előtt. A címvédő Hansle Parchment a nyolcadik helyen végzett.
Ez a versenyszám 30. alkalommal szerepelt az olimpiai programban.

## Rekordok
A versenyt megelőzően a következő rekordok voltak érvényben:
| Világrekord                  | Aries Merritt (USA)  | 12,80 | Brüsszel, Belgium          | 2012. szeptember 7. |
| Olimpiai rekord              | Liu Hsziang (CHN)    | 12,91 | Athén, Görögország         | 2004. augusztus 27. |
| Világ legjobb idei eredménye | Grant Holloway (USA) | 12,86 | Eugene, Egyesült Királyság | 2024. június 28.    |

A versenyen új rekord nem született.

## Eredmények
Az időeredmények másodpercben értendők. A rövidítések jelentése a következő:
| - OR: olimpiai rekord - NR: országos rekord - PB: egyéni legjobb eredménye | - SB: 2024-ben az addigi legjobb eredménye - DNS: nem indult a futamon - DNF: nem ért célba |

### Előfutamok
Minden előfutam első négy helyezettje automatikusan az elődöntőbe jutott. Az összesített eredmények alapján további négy versenyző jutott az elődöntőbe.
1. előfutam
| H  | Pálya | Név               | Nemzet         | E              | Mj |
| -- | ----- | ----------------- | -------------- | -------------- | -- |
| 1. | 8     | Muratake Rasid    | Japán          | 13,22          | Q  |
| 2. | 9     | Enrique Llopis    | Spanyolország  | 13,28          | Q  |
| 3. | 4     | Eduardo Rodrigues | Brazília       | 13,37          | Q  |
| 4. | 6     | Manuel Mordi      | Németország    | 13,48          |    |
| 5. | 7     | Raphaël Mohamed   | Franciaország  | 13,61          |    |
| 6. | 3     | John Cabang       | Fülöp-szigetek | 13,66          |    |
| 7. | 5     | Jakub Szymański   | Lengyelország  | 13,75          |    |
| 8. | 2     | Martín Sáenz      | Chile          | 13,83          |    |
|    |       |                   |                | Szél: +0,1 m/s |    |

2. előfutam
| H  | Pálya | Név                  | Nemzet           | E             | Mj    |
| -- | ----- | -------------------- | ---------------- | ------------- | ----- |
| 1. | 9     | Louis Francois Mendy | Szenegál         | 13,31         | Q, SB |
| 2. | 7     | Orlando Bennett      | Jamaica          | 13,35         | Q     |
| 3. | 6     | Michael Obasuyi      | Belgium          | 13,41         | Q     |
| 4. | 5     | Asier Martínez       | Spanyolország    | 13,47         |       |
| 5. | 8     | Amine Bouanani       | Algéria          | 13,58         |       |
| 6. | 2     | Enzo Diessl          | Ausztria         | 13,63         |       |
| 7. | 4     | David Yefremov       | Kazahsztán       | 13,88         |       |
| 8. | 3     | Freddie Crittenden   | Egyesült Államok | 18,27         |       |
|    |       |                      |                  | Szél: 0,0 m/s |       |

3. előfutam
| H  | Pálya | Név                     | Nemzet           | E              | Mj |
| -- | ----- | ----------------------- | ---------------- | -------------- | -- |
| 1. | 7     | Hszu Cso-ji (Xu Zhuoyi) | Kína             | 13,40          | Q  |
| 2. | 6     | Antoine Andrews         | Bahama-szigetek  | 13,43 (,421)   | Q  |
| 3. | 3     | Daniel Roberts          | Egyesült Államok | 13,43 (,423)   | Q  |
| 4. | 2     | Milan Trajkovic         | Ciprus           | 13,43 (,425)   | q  |
| 5. | 8     | Hansle Parchment        | Jamaica          | 13,43 (,430)   | q  |
| 6. | 4     | Rafael Pereira          | Brazília         | 13,47          | SB |
| 7. | 5     | Craig Thorne            | Kanada           | 13,60          |    |
| 8. | 9     | Krzysztof Kiljan        | Lengyelország    | 13,67          |    |
|    |       |                         |                  | Szél: +1,1 m/s |    |

4. előfutam
| H  | Pálya | Név                       | Nemzet         | E              | Mj    |
| -- | ----- | ------------------------- | -------------- | -------------- | ----- |
| 1. | 6     | Jason Joseph              | Svájc          | 13,26          | Q     |
| 2. | 7     | Lorenzo Simonelli         | Olaszország    | 13,27 (,263)   | Q     |
| 3. | 9     | Izumija Sunszuke          | Japán          | 13,27 (,270)   | Q     |
| 4. | 5     | Tade Ojora                | Nagy-Britannia | 13,35          | q, SB |
| 5. | 8     | Wilhelm Belocian          | Franciaország  | 13,48          | SB    |
| 6. | 2     | Liu Csün-hszi (Liu Junxi) | Kína           | 13,54          |       |
| 7. | 3     | Elie Bacari               | Belgium        | 13,66          |       |
| 8. | 4     | Damian Czykier            | Lengyelország  | 13,99          |       |
|    |       |                           |                | Szél: +0,3 m/s |       |

5. előfutam
| H  | Pálya | Név                     | Nemzet           | E              | Mj |
| -- | ----- | ----------------------- | ---------------- | -------------- | -- |
| 1. | 6     | Grant Holloway          | Egyesült Államok | 13,01          | Q  |
| 2. | 8     | Rasheed Broadbell       | Jamaica          | 13,42          | Q  |
| 3. | 9     | Sasha Zhoya             | Franciaország    | 13,43          | Q  |
| 4. | 5     | Takajama Sunja          | Japán            | 13,46          |    |
| 5. | 2     | Tayleb Willis           | Ausztrália       | 13,63          |    |
| 6. | 3     | Csin Vej-po (Qin Weibo) | Kína             | 13,64          |    |
| 7. | 4     | Elmo Lakka              | Finnország       | 13,84          |    |
|    | 7     | Yaqoub Alyouha          | Kuvait           | DNF            |    |
|    |       |                         |                  | Szél: +0,7 m/s |    |

### Vigaszág
1. futam
| H  | Pálya | Név                       | Nemzet           | E              | Mj |
| -- | ----- | ------------------------- | ---------------- | -------------- | -- |
| 1. | 2     | Freddie Crittenden        | Egyesült Államok | 13,42          | Q  |
| 2. | 5     | Asier Martínez            | Spanyolország    | 13,46          | Q  |
| 3. | 8     | Liu Csün-hszi (Liu Junxi) | Kína             | 13,52          |    |
| 4. | 7     | Enzo Diessl               | Ausztria         | 13,56          |    |
| 5. | 4     | Craig Thorne              | Kanada           | 13,62          |    |
| 6. | 6     | Krzysztof Kiljan          | Lengyelország    | 13,73          |    |
| 7. | 3     | Elmo Lakka                | Finnország       | 13,75          |    |
|    |       |                           |                  | Szél: +0,2 m/s |    |

2. futam
| H  | Pálya | Név             | Nemzet         | E              | Mj         |
| -- | ----- | --------------- | -------------- | -------------- | ---------- |
| 1. | 3     | Rafael Pereira  | Brazília       | 13,54 (,536)   | Q          |
| 2. | 7     | Raphaël Mohamed | Franciaország  | 13,54 (,538)   | Q          |
| 3. | 6     | Amine Bouanani  | Algéria        | 13,54 (,539)   |            |
| 4. | 5     | Manuel Mordi    | Németország    | 13,55          |            |
| 5. | 4     | Damian Czykier  | Lengyelország  | 13,71          |            |
|    | 2     | David Yefremov  | Kazahsztán     | DQ             | Rossz rajt |
|    | 8     | John Cabang     | Fülöp-szigetek | DNS            |            |
|    |       |                 |                | Szél: -0,5 m/s |            |

3. futam
| H  | Pálya | Név                     | Nemzet        | E              | Mj    |
| -- | ----- | ----------------------- | ------------- | -------------- | ----- |
| 1. | 3     | Csin Vej-po (Qin Weibo) | Kína          | 13,44          | Q     |
| 2. | 2     | Wilhelm Belocian        | Franciaország | 13,45 (,445)   | Q, SB |
| 3. | 7     | Takajama Sunja          | Japán         | 13,45 (,450)   |       |
| 4. | 5     | Jakub Szymański         | Lengyelország | 13,63          |       |
| 5. | 6     | Tayleb Willis           | Ausztrália    | 13,67          |       |
| 6. | 8     | Martín Sáenz            | Chile         | 13,95          |       |
| 7. | 4     | Elie Bacari             | Belgium       | 14,13          |       |
|    |       |                         |               | Szél: -1,1 m/s |       |

### Elődöntő
1. elődöntő
| H  | Pálya | Név                     | Nemzet           | E              | Mj     |
| -- | ----- | ----------------------- | ---------------- | -------------- | ------ |
| 1. | 6     | Grant Holloway          | Egyesült Államok | 12,98          | Q      |
| 2. | 5     | Enrique Llopis          | Spanyolország    | 13,17          | Q      |
| 3. | 3     | Hansle Parchment        | Jamaica          | 13,19          | q, =SB |
| 4. | 4     | Muratake Rasid          | Japán            | 13,26          | q      |
| 5. | 8     | Michael Obasuyi         | Belgium          | 13,36          |        |
| 6. | 2     | Csin Vej-po (Qin Weibo) | Kína             | 13,41          |        |
| 7. | 9     | Raphaël Mohamed         | Franciaország    | 13,41          |        |
|    |       |                         |                  | Szél: +0,1 m/s |        |

2. elődöntő
| H  | Pálya | Név                     | Nemzet           | E              | Mj |
| -- | ----- | ----------------------- | ---------------- | -------------- | -- |
| 1. | 6     | Rasheed Broadbell       | Jamaica          | 13,21          | Q  |
| 2. | 2     | Freddie Crittenden      | Egyesült Államok | 13,23          | Q  |
| 3. | 4     | Louis François Mendy    | Szenegál         | 13,34 (,334)   |    |
| 4. | 8     | Sasha Zhoya             | Franciaország    | 13,34 (,334)   |    |
| 5. | 7     | Lorenzo Ndele Simonelli | Olaszország      | 13,40          |    |
| 6. | 5     | Jason Joseph            | Svájc            | 13,44          |    |
| 7. | 3     | Tade Ojora              | Nagy-Britannia   | 13,47          |    |
| 8. | 9     | Rafael Pereira          | Brazília         | 13,87          |    |
|    |       |                         |                  | Szél: -0,1 m/s |    |

3. elődöntő
| H  | Pálya | Név                     | Nemzet           | E              | Mj    |
| -- | ----- | ----------------------- | ---------------- | -------------- | ----- |
| 1. | 7     | Orlando Bennett         | Jamaica          | 13,09          | Q, PB |
| 2. | 3     | Daniel Roberts          | Egyesült Államok | 13,10          | Q     |
| 3. | 5     | Izumija Sunszuke        | Japán            | 13,32 (,316)   |       |
| 3. | 3     | Milan Trajkovic         | Ciprus           | 13,32 (,316)   | SB    |
| 5. | 2     | Asier Martínez          | Spanyolország    | 13,35          |       |
| 6. | 6     | Eduardo de Deus         | Brazília         | 13,43          |       |
| 7. | 4     | Hszu Cso-ji (Xu Zhuoyi) | Kína             | 13,48          |       |
| 8. | 9     | Wilhem Belocian         | Franciaország    | 13,52          |       |
|    |       |                         |                  | Szél: +0,6 m/s |       |

### Döntő
| H     | Pálya | Név                | Nemzet           | E              | Mj |
| ----- | ----- | ------------------ | ---------------- | -------------- | -- |
| Arany | 6     | Grant Holloway     | Egyesült Államok | 12,99          |    |
| Ezüst | 4     | Daniel Roberts     | Egyesült Államok | 13,09 (,085)   |    |
| Bronz | 5     | Rasheed Broadbell  | Jamaica          | 13,09 (,088)   | SB |
| 4.    | 3     | Enrique Llopis     | Spanyolország    | 13,20          |    |
| 5.    | 9     | Muratake Rasid     | Japán            | 13,21          |    |
| 6.    | 8     | Freddie Crittenden | Egyesült Államok | 13,32          |    |
| 7.    | 7     | Orlando Bennett    | Jamaica          | 13,34          |    |
| 8.    | 2     | Hansle Parchment   | Jamaica          | 13,39          |    |
|       |       |                    |                  | Szél: -0,1 m/s |    |